# Chaetacis necopinata
Chaetacis necopinata is een spinnensoort in de taxonomische indeling van de wielwebspinnen (Araneidae).
Het dier behoort tot het geslacht Chaetacis. De wetenschappelijke naam van de soort werd voor het eerst geldig gepubliceerd in 1960 door Arthur Merton Chickering.